# 旭ファイバーグラス
旭ファイバーグラス（あさひファイバーグラス；AFGC）は日本の企業である。硝子繊維協会加盟。

## 概要
当初は旭硝子（現・AGC）とオーウェンス・コーニングの折半出資によって設立された日米合弁企業であったが、1996年1月にオーウェンス・コーニングが旭硝子に持分株式を譲渡し経営から撤退した。2007年11月には、旭硝子における事業ポートフォリオの見直しと経営資源の再配分の方針に基づきグループを離脱。独立系メーカーとなった。
2013年にはオリックスによって買収され同社傘下となり、さらに2015年6月には、吉野石膏がオリックス傘下の投資事業組合がなどが保有する全株式を取得し完全子会社とした。
ガラス繊維を主原料とする工業材料販売と、それから生成されるグラスウール製品が事業の主体であり、グラスウール生産では国内最大手である。

## 沿革
- 1956年11月：旭硝子（現・AGC）と米国オーウェンス・コーニングとの交渉が成立し、両社共同出資による会社設立の申請が認可され、11月1日に設立。
- 1957年11月：神奈川県高座郡寒川町に、湘南工場を建設し、ガラス長繊維製品の製造、販売を開始。
- 1960年1月：「グラスロン・ウール」を発売、ガラス長繊維製品とガラス短繊維（グラスウール）を製造販売する「ガラス繊維の総合メーカー」となる。
- 1970年4月：オーウェンス・コーニングより、同社の最新技術に基づく Direct Melt法を導入して、 茨城県猿島郡総和町(現・古河市)に、ガラス長繊維の専門工場(茨城工場)を建設し、製造、販売を開始。
- 1992年4月：福岡県北九州市若松区に九州工場（ガラス短繊維の専門工場）を建設し、製造・販売を開始。
- 1994年10月：本社事務所を現在地（東京都千代田区神田）に移転。
- 1996年1月：オーウェンス・コーニングが全持株を旭硝子に譲渡。
- 2006年5月：長繊維事業をオーウェンス・コーニングに譲渡。
- 2007年11月：旭硝子グループを離れ、日本政策投資銀行とWISE PARTNERS株式会社の共同出資による持株会社株式会社グローバル・インシュレーションが株主となる。
- 2008年4月：株式会社グローバル・インシュレーションと合併。
- 2011年4月：中国・上海に現地法人「旭玻繊保温材料（上海）有限公司」を設立。
- 2013年3月：主要株主がオリックス出資の持株会社AFGホールディングスに交代する。7月に同社と合併。
- 2015年6月：吉野石膏が株主となる。

## ネットワーク
- 本社（東京都千代田区）
- 製造拠点（湘南工場、九州工場）
- 営業拠点（北海道支店、東北支店、北関東支店、南関東支店、中部支店、関西支店、中国支店、四国営業所、九州支店）

## 関連企業
- 旭ビルウォール株式会社
- 旭玻繊保温材料（上海）有限公司

## イメージキャラクター
- 瀧本美織

2012年1月より「アクリア」のCMに出演。

### 注
1. ↑  オーウェンス コーニング社は新たに完全子会社であるオーウェンス コーニング ジャパン株式会社を設立した。